# Ester Armanino
Ester Armanino (Genova, 1982) è una scrittrice, architetta e giornalista italiana.

## Biografia
Ester Armanino è nata nel 1982 a Genova, dove vive. Laureata in architettura, collabora con Il Secolo XIX, si dedica alla scrittura e pubblica romanzi, guide e libri per l'infanzia.

## Lavori
- Ester Armanino, Storia naturale di una famiglia, Torino, Einaudi, 2011, ISBN 9788806207007, OCLC 799586554. Il libro, il primo pubblicato dell'autrice, ha vinto il Premio Letterario Edoardo Kihlgren Opera Prima, il Premio Viadana Giovani, il Premio Zocca e il Premio per la Cultura Mediterranea-sezione Narrativa Giovani.[1]
- Ester Armanino, Nessun rischio. Primo racconto nell'antologia benefica  Undici per la Liguria, Marcello Fois (curatore), Torino, Einaudi, 2015, ISBN 9788806226688, OCLC 1260759385.[4]
- Ester Armanino, L'arca, Torino, Einaudi, 2016, ISBN 9788806227036, OCLC 953785984.[5]
- Ester Armanino, Una balena va in montagna, Nicola Magrin (illustrazioni), Milano, salani, 2019, ISBN 9788893819886, OCLC 1153201496. Premio ITAS del Libro di Montagna nel 2020.[1]
- Filippo Balestra, Ester Armanino, Guida indipendente alla città di Genova, Luca Tagliafico (illustrazioni), Pescara, Hoppipolla, 2019, ISBN 9788894459609, OCLC 1352536229.
- Ester Armanino, Contare le sedie, Torino, Einaudi, 2021, ISBN 9788806245351, OCLC 1277453417.
- Ester Armanino, Mia mamma è una matrioska, Milano, Rizzoli, 2023, ISBN 9788817180764, OCLC 1391661480.
- Ester Armanino, Dolores e io: la storia del mio grande dolore, Milano, Rizzoli, 2024, ISBN 9788817185257, OCLC 1439706495.